# Cassimidei
Cassimidei (Casimedi, Kasimidei) ist eine osttimoresische Aldeia im Suco Fatubessi (Verwaltungsamt Maubisse, Gemeinde Ainaro). 2015 lebten in der Aldeia 337 Menschen.

## Geographie
Cassimidei liegt im Südwesten des Sucos Fatubessi. Östlich befindet sich die Aldeia Rae-Buti-Lau und nördlich die Aldeia Tutu-Fili. Im Süden grenzt Cassimidei an den Suco Maulau und im Westen an das Verwaltungsamt Aileu (Gemeinde Aileu) mit seinem Suco Lequitura. Entlang der Südgrenze verläuft grob die Überlandstraße von Maubisse nach Turiscai. Von ihr zweigt eine weitere Straße nach Norden ab, entlang der südlichen Ostgrenze. Entlang der Straßen liegt die Besiedlung der Aldeia, so auch im Südosten das kleine Dorf Cassimidei.